# Рудаков Анатолій Родіонович
Анатолій Родіонович Рудаков (рос. Анатолий Родионович Рудаков; 24 липня 1950, с. Велике Ситно, Вітебська область, Білорусь — 1 серпня 2021) — радянський та російський актор театру і кіно, кінопродюсер, заслужений артист Росії (1996).

## Життєпис
Народився 24 липня 1950 року в селі Велике Ситне Вітебської області Білорусі. 1975 року закінчив Ленінградський державний інститут театру, музики і кінематографії і став актором кіностудії «Ленфільм».
Ще під час навчання почав зніматися у кіно. Перша роль — єфрейтор Осінін в картині режисера Бирмана «Я служу на кордоні» (1973). Активно знімався в 1970-80-і рр. З розвалом системи кінематографа на початку 1990-х пішов у іншу сферу діяльності.
Працював у фірмі, що займалася постачанням великих підприємств і будівництв Санкт-Петербурга виробами з металу. Був віце-президентом Сестрорецький Асоціації малих інститутів (ВАТ «Самі»). 2006 року зайнявся кінопродюсуванням, заснував кінокомпанію «Кіноцентр», в якій нині є генеральним директором.
Продовжував зніматися в серіалах.
Заслужений артист Російської Федерації (1996).

## Фільмографія
- 1973 «Я служу на кордоні» — Сеня Осінін, єфрейтор
- 1974 «Сержант міліції» — Зайченко, міліціонер
- 1975 «Крок назустріч» — Серьога
- 1975 «Покликання» — Рудий
- 1975 «Одинадцять надій» — водій вантажівки
- 1975 «Повітроплавець» — амбал одеського порту
- 1976 «Труффальдіно з Бергамо» — розбійник
- 1976 «Звичайна Арктика» — будівельник
- 1976 «Мамо, я живий!» — Вася
- 1976 «Вдови» — Гриша, пастух
- 1977 «Доля» — німець-перекладач
- 1977 «Освідчення в коханні» — наречений
- 1977 «На короткій хвилі» — Микола Громов
- 1978 «Ярославна, королева Франції» — дворова людина
- 1978 «Лицар з Княж-містечка» — тренер
- 1978 «Зав'ялівські диваки» — черговий міліціонер
- 1978 «Молода дружина» — Міша, чоловік Валі
- 1979 «Державний кордон. Мирне літо 21-го року» — епізод
- 1979 «Рідна справа» — Семен
- 1979 «Прийміть телеграму в борг» — Микола
- 1979 «Останнє полювання» — матрос на шхуні
- 1980 «Ми смерті дивилися в обличчя» — кухар на гауптвахті
- 1980 «Мерседес тікає від погоні» — Льоня Михайлов
- 1980 «Державний кордон. Мирне літо 21-го року» — Гоша Овсов
- 1981 «20 грудня» — Гусь, він же Рибкін
- 1981 «Під одним небом»
- 1982 «Батьків не вибирають» — Мартинюк
- 1982 «Знайти і знешкодити» — Вася
- 1982 «За щастям» — Борис Миколайович Новіков
- 1982 «Жіночі радості і печалі» — Микола Перов
- 1983 «Я тебе ніколи не забуду» — Андрій
- 1983 «Я, син трудового народу» — Василь Царьов, матрос
- 1983 «Водій автобуса» — Осипов, партизан
- 1984 «Ольга і Костянтин» — завідувач по ПММ
- 1984 «Макар-слідопит» — білогвардійський солдатів
- 1984 «Іван Павлов. Пошуки істини» — Сава
- 1984 «Дівчинка з міста» — Олексій Грачов
- 1985 «Далекий голос зозулі» — Кирило
- 1985 «У пошуках капітана Гранта» — Олбінет / Анрі
- 1986 «Образа» — Коля
- 1986 «Винятки без правил» — міліціонер / виконроб
- 1987 «Піддані революції» — Шариков
- 1987 «Пітер Пен» — Бурмило, пірат
- 1987 «І завтра жити» — Степан
- 1987 «Залізний дощ»
- 1987 «Вісімнадцятирічні» — Олександр Іванович Шумейко
- 1987 «Апеляція» — Микола Іванович, воєнком
- 1988 «Життя Клима Самгіна» — двірник
- 1989 «Не залишай»  — Уділак
- 1990 «Яри»  — Кукін
- 1991 "Мій найкращий друг — генерал Василь, син Йосипа
- 1991 «І повертається вітер…» — Коля
- 1991 «Дій, Маню!» — запросив Маню на танець
- 1991 «Божевільна Лорі» — констебль
- 1992 «Сім сорок» — емігрант
- 1993 «Вікно в Париж» — завгосп «Бізнес-ліцею»
- 1993 «Кінь білий» — Юхим Мирін
- 1993 «Трам-тарарам, або Бухти-барахти» — Коля
- 1999 «Агент національної безпеки» — Митяй
- 2000 «Чотирнадцять кольорів веселки» — Пахом
- 2001 «На ім'я Барон»  — Микола
- 2003 «Три кольори кохання» — «Бугай»
- 2003 «Танцюрист» — Вальтер
- 2003 «Кобра. Антитерор» — Євген Карякін, «Сивий»
- 200 «Опера. Хроніки вбивчого відділу» — Дюбель
- 2005 «Фаворський»
- 2005 «Майстер і Маргарита» — епізод
- 2005 «Вепр» — Семен Ребров
- 2006 «Синдикат» — Микола Петрович
- 2006—2009 «Морські дияволи» — Віктор Петрович Одінцов
- 2006 «Виклик-2» — Данилич
- 2007 «Злочин і покарання» — Никодим Хомич
- 2007 «Брати» — кілер
- 2007 «Біла стріла» — Гена Мурзік
- 2010 «Золотий капкан» — Олександр Шабуров
- 2010 «Будинок біля великої річки» — Геннадій Миколайович Большаков
- 2011 «Вулиці розбитих ліхтарів-11» — Іван Миколайович Рябов
- 2011 «Сибіряк» — Володимир Молотов
- 2011 «Надія» — Валерій Миронович Сушко, полковник
- 2013 «Шерлок Холмс» — інспектор Трейсі
- 2014 «Ялинки 1914» — механік
- 2015 «Профіль вбивці 2» — Максимов, полковник поліції